# 2.ª División de Marines
La 2.ª División de Marines (en inglés: 2nd Marine División, es una división del Cuerpo de Marines de los Estados Unidos, que constituye el elemento de combate terrestre de la II Fuerza Expedicionaria de Marines. La división tiene su sede en Camp Lejeune, Carolina del Norte y su cuartel general es el histórico edificio Julian C. Smith Hall.

## Organización
Desde el 2008, la 2.ª División está compuesta por: 
- 2.º Regimiento de Marines
- 6.º Regimiento de Marines
- 8.º Regimiento de Marines
- 10.º Regimiento de Marines
- 2.º Batallón de Asalto Anfibio
- 2.º Batallón de Ingenieros de Combate
- 2.º Batallón de Reconocimiento Blindado Ligero

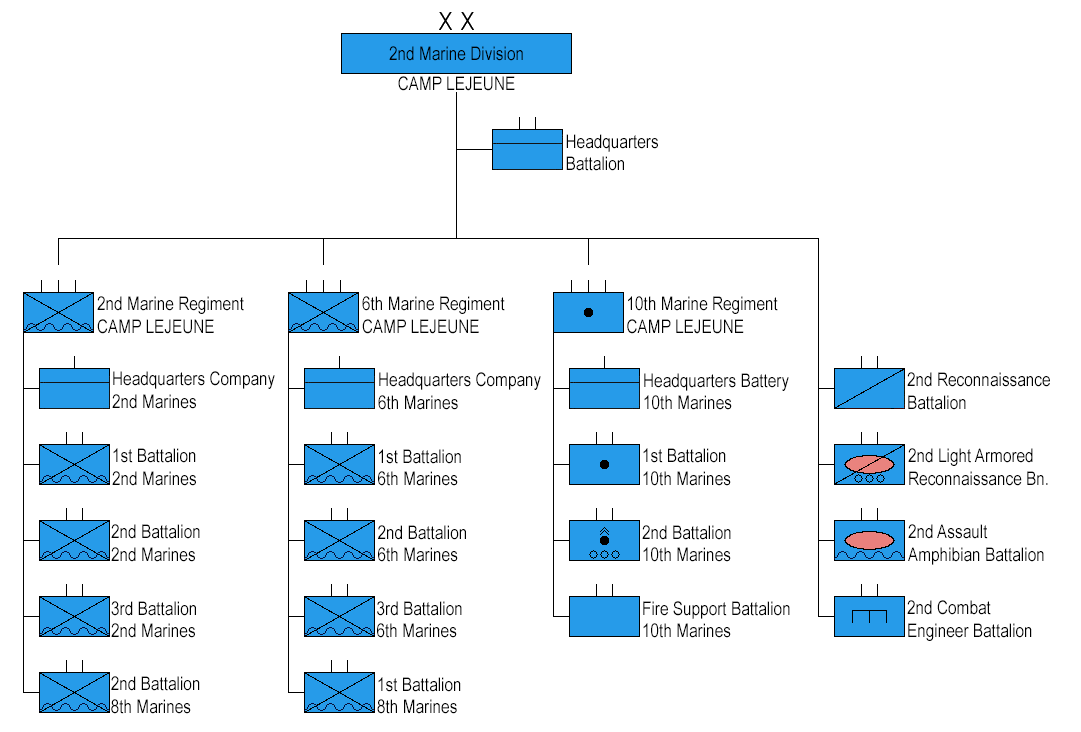
Estructura de la 2.ª División

- 2.º Batallón de Reconocimiento
- 2.º Batallón de Tanques

## Historia

### Segunda Guerra Mundial
La 2.ª División se organizó oficialmente el 1 de febrero de 1941 en Camp Elliott, California por el cambio de denominación de la 2.ª Brigada de Marines. A mediados de 1941, debido a la creciente amenaza de una invasión alemana a Islandia, el 6.º Regimiento de Marines y un batallón del 10.º Regimiento de Marines, fueron enviados a la guarnición de Reikiavik. Tras el estallido de la guerra el 8.º Regimiento de Marines y personal de otras divisiones formaron la 2.ª Brigada de Marines y fueron enviados a la guarnición de Samoa Americana. 
Durante la Segunda Guerra Mundial, la 2.ª División, participó en diversas campañas en el Teatro de Operaciones del Pacífico: 
- La batalla de Guadalcanal, y la campaña de la de las Islas Salomón – del 4 de enero al 8 de febrero de 1943.
- 2.º Regimiento reforzado:
  - Guadalcanal – Tulagi desembarco en Tulagi, del 7 al 9 de agosto de 1942; la captura y la defensa de Guadalcanal, del 10 de agosto de 1942 hasta el 31 de enero de 1943.
- 8.ª Regimiento reforzado:
  - Captura y defensa de Guadalcanal, del 2 de noviembre de 1942 al 8 de febrero de 1943.
- La batalla de Tarawa, en la campaña de las Islas Gilbert, del 20 de noviembre al 4 de diciembre de 1943.
- La batalla de Saipán, en la campaña de las Islas Marianas del 15 de junio al 24 de julio de 1944.
- La batalla de Tinian, del 24 de julio al 10 de agosto de 1944.
- La batalla de Okinawa (Reserva) del 1 de abril al 10 de abril de 1945

Elementos de la División formaron parte de la ocupación de Nagasaki, veinticinco días después del lanzamiento de la bomba atómica.
Al 2.º y al 8.º Regimientos (reforzados por otras unidades de la 2.ª División) se les concedió la Presidential Unit Citation, por batalla de Guadalcanal mientras estaban adscritos a la 1.ª División de Marines, el 7 de agosto y el 4 de noviembre de 1942 respectivamente.

### 1950 - 1980

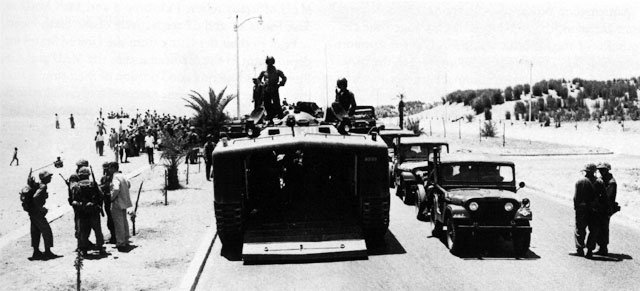
Marines de la 2.ª División en Beirut el 16 de julio de 1958.

La División no toma parte en una acción importante de nuevo hasta 1958, cuando los elementos participaron en la intervención de EE. UU. en la crisis del Líbano de 1958.
Unidades de la 2.ª División contribuyen a reforzar la Base de Guantánamo durante la crisis de los misiles en 1962 y desembarcan en la República Dominicana en 1965 como parte de la Operación de Power Pack. Otras operaciones de mantenimiento de la paz llevadas a cabo por la División incluyen ser parte de la Fuerza Multi Nacional de Mantenimiento de la Paz en el Líbano desde agosto de 1982 hasta febrero de 1984. La División sufrió la pérdida de 241 marines en el Atentados contra sus cuartel en 1983.
Hacia el final de la década de 1980, la División de participó en la Operación Causa Justa, durante la invasión de Panamá.

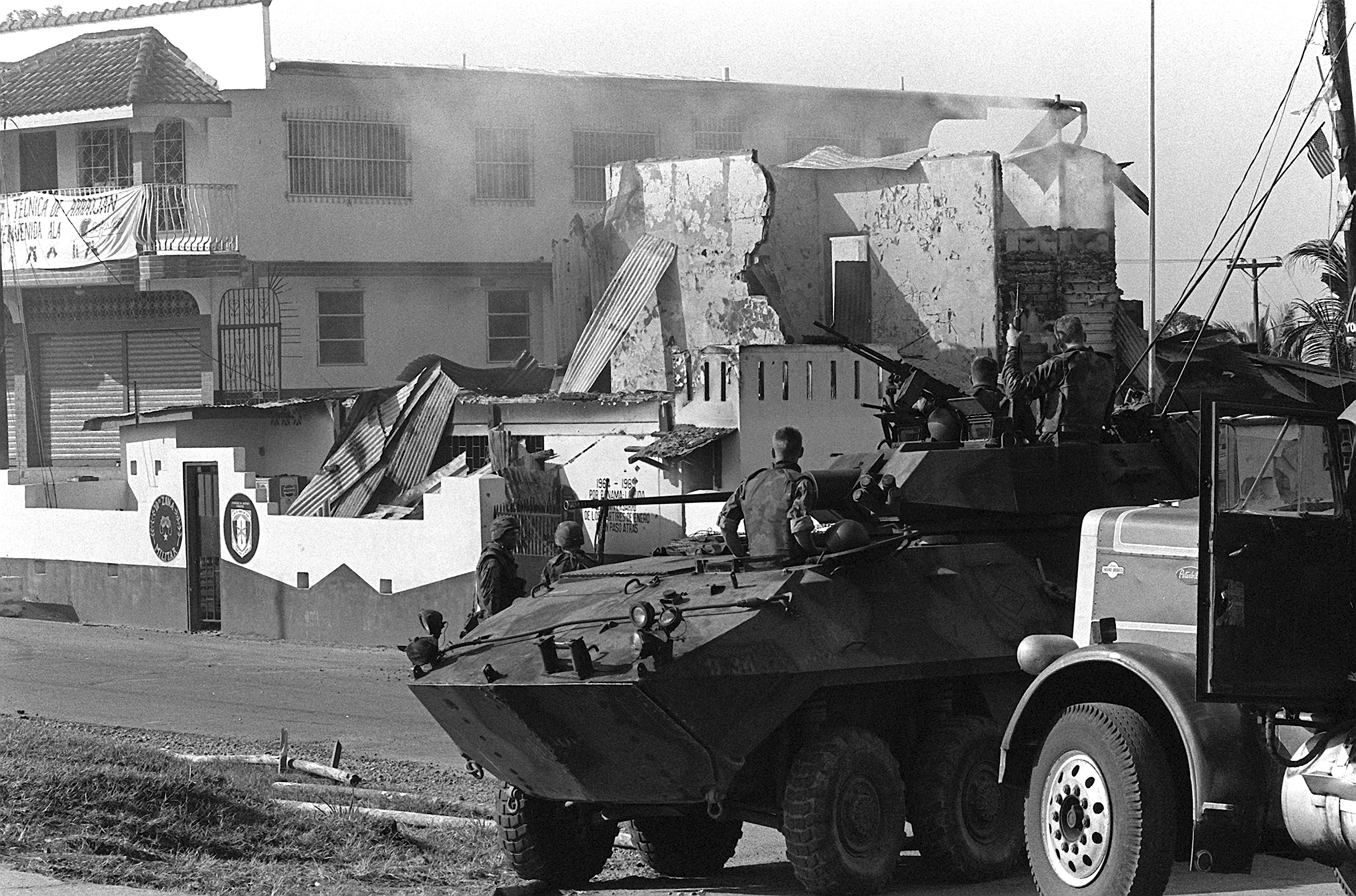
Marines de la Compañía D, del 2.º Batallón Blindado, en Panamá Operación Causa Justa.

### La Guerra del Golfo y la década de 1990
La década de 1990 comenzó con los elementos de la División que participan en la Operación Sharp Edge, la evacuación de los estadounidenses y sus aliados civiles destrozados por la guerra de Liberia.
Esto fue seguido por los despliegues en Arabia Saudí en apoyo de la Operación Escudo del Desierto y luego la liberación de Kuwait en la Operación Tormenta del Desierto. Después de la guerra, elementos de la División participaron en la Operación Provide Comfort.

### Guerra Global contra el Terror
Elementos de la 2.ª División son desplegados en Kuwait a principios de 2003 para reforzar la I Fuerza Expedicionaria de Marines. Estas unidades formaron una Brigada Expedicionaria de Marines, se le denominó Task Force Tarawa (TSF). La Task Force Tarawa entró en Irak el primer día de la guerra por tierra con la tarea inicial de tomar el aeródromo de Ŷulayba al sur de Irak. Después de esto, la Task Force avanzado hacia el norte y tomó parte en una gran batalla en la ciudad de Nasiriya. Al finalizar la guerra, estos marines fueron trasladados al norte de Al Kut, donde proporcionan seguridad y operaciones de estabilización en el centro de Irak. 
La 2.ª División agregada a la II Fuerza Expedicionaria de Marines (II MEF) desplegó su cuartel general en Camp Faluya, Irak en enero de 2005 como parte de la Operación Libertad Iraquí III (OIF III) (más tarde rebautizado OIF 04-06) para relevar a la 1.ª División de Marines en la provincia de Al Anbar. La división fue enviada de nuevo a Irak de 2007 a 2008.

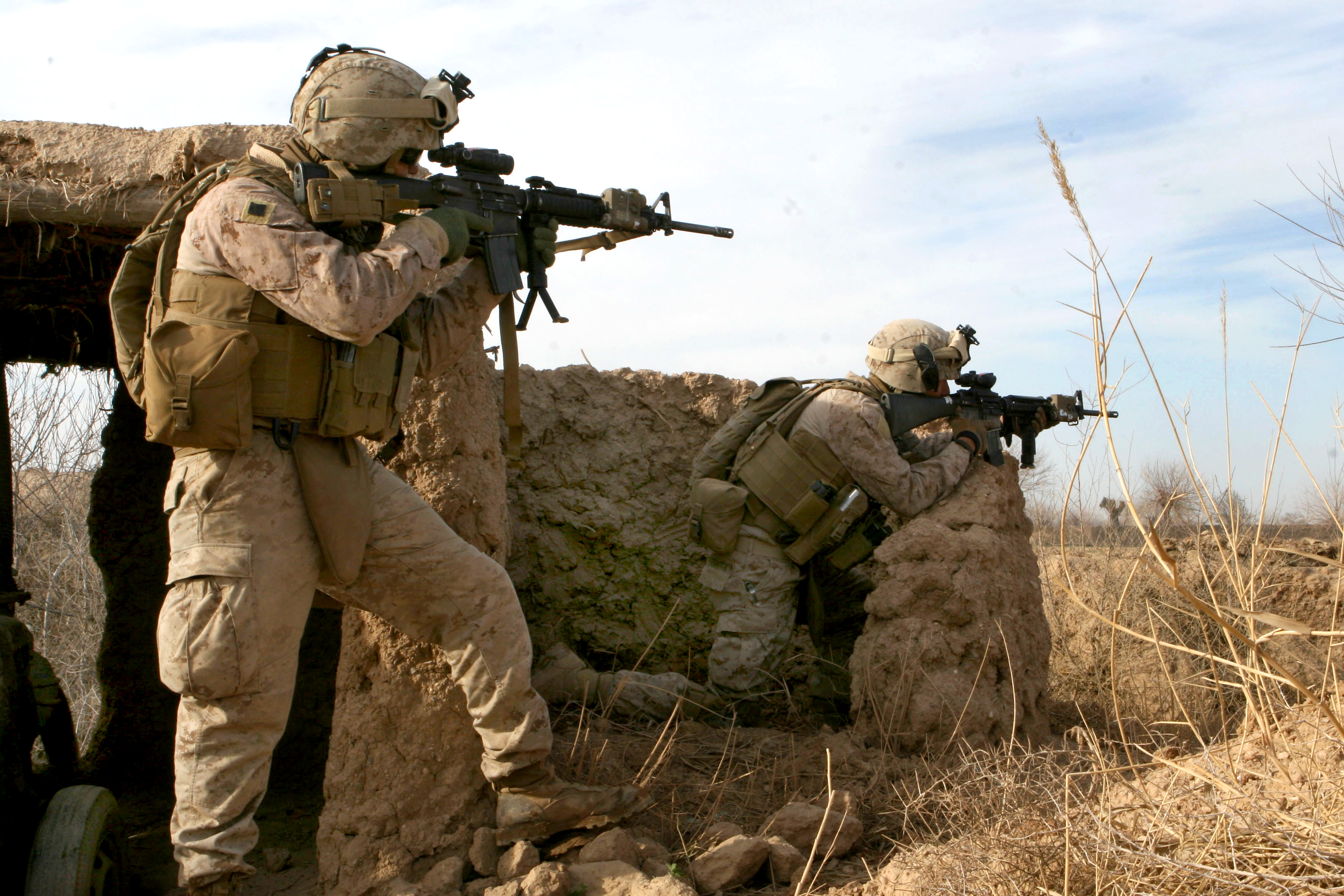
Marines del 6.º Regimiento combatiendo en Afganistán

## Insignia
El parche del hombro con la punta de lanza de color escarlata y oro fue diseñado y autorizado para usar por las unidades de la 2.ª División a finales de 1943 que combatían en el Teatro del Pacífico. El parche está formado por una mano sosteniendo una antorcha y con las estrellas de la constelación de la Cruz del Sur como una referencia a Guadalcanal.

## Condecoraciones
Citaciones de unidad concedidas en acción a la 2.ª División.
- Presidential Unit Citation
- Navy Unit Commendation
- Marine Corps Expeditionary Medal
- American Defense Service Medal con una estrella de bronce
- Asiatic-Pacific Campaign Medal con una estrella de plata  y dos estrellas de bronce
- Medalla de Victoria Segunda Guerra Mundial
- Medalla de Servicio de Ocupación de la Armada
- Medalla de Servicio en la Defensa Nacional con una estrella de bronce
- Medalla de las Fuerzas Armadas Expedicionarias con dos estrellas de bronce
- China Service Medal
- Medalla de la Campaña Europea-Africana-Medio Oriente
- Southwest Asia Service Medal con tres estrellas de bronce